# Top Model po-russki (mùa 3)
Top Model po-russki, Mùa 3 là mùa thứ ba của Top Model po-russki dựa theo America's Next Top Model của Tyra Banks. Chương trình phát sóng trên Muz-TV từ tháng 3 đến tháng 5 năm 2012 và có sự tham gia của 14 thí sinh mới. Tất cả các giám khảo của mùa trước vẫn giữ nguyên vị trí.
Điểm đến quốc tế của mùa này là Miami dành cho top 6.
Người chiến thắng trong cuộc thi là Tanya Kozuto, 20 tuổi, từ Yoshkar-Ola. Gói giải thưởng của cô bao gồm:
- 1 hợp đồng người mẫu với Wilhelmina Models ở Miami trong 1 năm
- Lên ảnh bìa tạp chí Cosmopolitan Beauty & trang biên tập cho tạp chí Cosmopolitan
- 1 chuyến đi đến khu nghỉ dưỡng spa tại Slovenia được tài trợ bởi Orsoten Slim
- 1 chiếc Ford Fiesta mới.

## Các thí sinh
(Tính tuổi lúc tham gia ghi hình)
| Thí sinh           | Tuổi | Chiều cao               | Quê quán                 | Bị loại ở | Hạng  |
| ------------------ | ---- | ----------------------- | ------------------------ | --------- | ----- |
| Vera Sapozhnikova  | 21   | 179 cm (5 ft 10+1⁄2 in) | Moskva                   | Tập 2     | 14    |
| Zhenya Vasilyeva   | 18   | 183 cm (6 ft 0 in)      | Ufa                      | Tập 3     | 13    |
| Ira Koroleva       | 22   | 172 cm (5 ft 7+1⁄2 in)  | Voronezh                 | Tập 4     | 12    |
| Yana Kondratyeva   | 23   | 181 cm (5 ft 11+1⁄2 in) | Moskva                   | Tập 5     | 11–10 |
| Lera Ivanova       | 19   | 175 cm (5 ft 9 in)      | Azov                     | Tập 5     | 11–10 |
| Nastya Savenkova   | 18   | 171 cm (5 ft 7+1⁄2 in)  | Novomoskovsk             | Tập 6     | 9     |
| Natasha Pampukha   | 25   | 173 cm (5 ft 8 in)      | Saint Petersburg         | Tập 7     | 8     |
| Dinara Elgaytarova | 26   | 173 cm (5 ft 8 in)      | Moskva                   | Tập 8     | 7     |
| Zhenya Shagdarova  | 21   | 172 cm (5 ft 7+1⁄2 in)  | Ulan-Ude                 | Tập 9     | 6     |
| Lida Marycheva     | 22   | 178 cm (5 ft 10 in)     | Apatity                  | Tập 10    | 5     |
| Dasha Korniyenko   | 25   | 180 cm (5 ft 11 in)     | Petropavlovsk-Kamchatsky | Tập 11    | 4     |
| Lilya Kotsur       | 19   | 176 cm (5 ft 9+1⁄2 in)  | Novokuznetsk             | Tập 12    | 3     |
| Anya Afanasyeva    | 18   | 175 cm (5 ft 9 in)      | Chelyabinsk              | Tập 12    | 2     |
| Tanya Kozuto       | 20   | 178 cm (5 ft 10 in)     | Yoshkar-Ola              | Tập 12    | 1     |

## Thứ tự gọi tên
| Thứ tự | Tập       | Tập       | Tập       | Tập       | Tập       | Tập       | Tập       | Tập       | Tập   | Tập   | Tập   | Tập |
| Thứ tự | 2         | 3         | 4         | 5         | 6         | 7         | 8         | 9         | 10    | 11    | 12    |     |
| ------ | --------- | --------- | --------- | --------- | --------- | --------- | --------- | --------- | ----- | ----- | ----- | --- |
| 1      | Lida      | Lilya     | Anya      | Dasha     | Natasha   | Tanya     | Anya      | Dasha     | Tanya | Tanya | Tanya |     |
| 2      | Lilya     | Dinara    | Lera      | Tanya     | Dasha     | Lida      | Lida      | Anya      | Dasha | Anya  | Anya  |     |
| 3      | Tanya     | Anya      | Zhenya S. | Nastya    | Tanya     | Zhenya S. | Tanya     | Tanya     | Lilya | Lilya | Lilya |     |
| 4      | Dinara    | Lida      | Dinara    | Anya      | Lilya     | Anya      | Dasha     | Lilya     | Anya  | Dasha |       |     |
| 5      | Anya      | Tanya     | Natasha   | Lida      | Lida      | Dinara    | Zhenya S. | Lida      | Lida  |       |       |     |
| 6      | Zhenya S. | Dasha     | Nastya    | Lilya     | Anya      | Dasha     | Lilya     | Zhenya S. |       |       |       |     |
| 7      | Nastya    | Lera      | Tanya     | Zhenya S. | Zhenya S. | Lilya     | Dinara    |           |       |       |       |     |
| 8      | Dasha     | Nastya    | Yana      | Natasha   | Dinara    | Natasha   |           |           |       |       |       |     |
| 9      | Zhenya V. | Zhenya S. | Lida      | Dinara    | Nastya    |           |           |           |       |       |       |     |
| 10     | Ira       | Ira       | Dasha     | Lera Yana |           |           |           |           |       |       |       |     |
| 11     | Yana      | Yana      | Lilya     | Lera Yana |           |           |           |           |       |       |       |     |
| 12     | Natasha   | Natasha   | Ira       |           |           |           |           |           |       |       |       |     |
| 13     | Lera      | Zhenya V. |           |           |           |           |           |           |       |       |       |     |
| 14     | Vera      |           |           |           |           |           |           |           |       |       |       |     |

     Thí sinh bị loại
     Thí sinh bị loại trước khi vào phòng đánh giá
     Thí sinh chiến thắng cuộc thi
- Trong tập 1, không có thứ tự gọi tên và Ksenia chỉ gọi tên của những thí sinh bán kết sẽ bị loại.
- Trong tập 5, Lera và Yana rơi vào cuối bảng nhưng cả hai đều bị loại.
- Trong tập 12, Lilya bị loại trước buổi chụp hình cuối cùng vì phần thể hiện tệ nhất tại trụ sở Wilhelmina Models.

### Buổi chụp hình
- Tập 1: Công chúa nước Nga (casting)
- Tập 2: Tạo dáng trên ngựa
- Tập 3: Ảnh chân dung vẻ đẹp có trang điểm và không trang điểm trong trắng đen
- Tập 4: 12 tháng trong năm
- Tập 5: Tạo dáng với giày cho Centro
- Tập 6: Vũ công balê với người mẫu nam
- Tập 7: Chiến dịch quảng cáo cho thuốc ăn kiêng của Orsoten Slim
- Tập 8: Tạo dáng lại các bức tranh nổi tiếng
- Tập 9: Tạo dáng trên du thuyền
- Tập 10: Nữ cảnh sát quyến rũ
- Tập 11: Các thể loại âm nhạc
- Tập 12: Áo tắm ở bãi biển